# Бурунов Караджа
Караджа Бурунов (2 вересня 1898 р., село Аманша-Капан, нині Тедженський район Ашгабадської області – 23 березня 1965 р., Ашгабад, Туркменська РСР, СРСР) – туркменський радянський письменник, перекладач, сценарист. Заслужений діяч мистецтва Туркменської РСР (1943). 

## Творчість
Публікувався з 1924 року. Автор п’єс «Дакилма» (1927), «Бавовник», «Гвинти»; поеми «Тир’яккеш» (1927) на соціально-побутових темах; п’єси «18 потоплених» (1929) – про події громадян війни; історичні драми «Кеймир-Кор» (1941, у співавторстві з Б. Амановим). Перекладав п’єси О. Островського, М. Горького, О. Корнійчука. Нагороджений орденом Леніна.

## Фільмографія
Сценарист:
- «Шахсенем і Гаріб» (1963, у співавт.)